# Saison 2013-2014 de l'Amiens SC
Maillots
Chronologie
Saison précédente Saison suivante
La saison 2013-2014 de l'Amiens SC est la saison sportive de juillet 2013 à mai 2014 de l'Amiens SC, club de football professionnel français basé à Amiens.
Cette saison voit le club évoluer dans trois compétitions : le Championnat de France National, troisième niveau du football français, à la suite de son maintien dans cette division après sa 9e place obtenue lors de la saison précédente, la Coupe de France, qu'il commence au 5e tour et la Coupe de la Ligue, qu'il commence au 1er tour.

## Joueurs et encadrement technique

### Effectif
Le tableau suivant reprend l'ensemble des joueurs ayant été sous contrat professionnel lors de la saison, y compris les joueurs du centre de formation ayant signé un contrat en cours de saison.
| P     | N° | Joueur                | Âge             | Depuis          | Ch. app.        | Ch. tit.        | But inscrit | CF. app. | But inscrit | CL. app. | But inscrit |
| ----- | -- | --------------------- | --------------- | --------------- | --------------- | --------------- | ----------- | -------- | ----------- | -------- | ----------- |
| G     | 1  | Clément Diop          | 19 ans          | 2013            | 0               | 0               |             | 2        |             |          |             |
| G     | 30 | Franck L'Hostis       | 23 ans          | 2012            | 34              | 34              |             |          |             | 3        |             |
| DC/DD | 3  | Marvin Baudry         | 23 ans          | 2011            | 25              | 23              | 2           | 2        |             | 1        |             |
| DD/MD | 29 | Gaëtan Bourbier       | 22 ans          | 2013            | 7               | 5               |             | 2        |             | 1        |             |
| DD/DG | 29 | Oualid El Hajjam      | 22 ans          | 2012            | 20              | 17              |             | 2        |             | 1        |             |
| DC/DG | 25 | Jordan Lefort         | 19 ans          | 2011            | 1               | 0               |             | 2        |             | 1        |             |
| DC    | 18 | Hervé Lybohy          | 29 ans          | 2010            | 30              | 30              |             |          |             | 3        |             |
| DG    | 26 | Jordan Pierre-Charles | 19 ans          | 2012            | 10              | 3               |             | 2        |             | 2        |             |
| DC    | 22 | Ernest Seka           | 26 ans          | 2013            | 33              | 33              | 3           | 1        |             | 2        |             |
| DG    | 24 | Pierre Vignaud        | 30 ans          | 2013            | 27              | 27              |             | 1        |             | 2        |             |
| MC    | 6  | Romain Beynié         | 26 ans          | 2012            | 13              | 11              |             |          |             |          |             |
| MC    | 23 | Nicolas Burel         | 25 ans          | 2013            | 26              | 26              |             | 1        |             | 2        |             |
| MC/MD | 5  | Yohan Hautcœur        | 31 ans          | 2013            | 25              | 22              | 3           | 1        |             | 2        |             |
| MC    | 12 | Mohamed Labhiri       | 18 ans          | 2013            | 1               | 0               |             |          |             |          |             |
| MC    | –  | Morgan Mauquit        | 18 ans          | 2013            | 2               | 0               |             |          |             |          |             |
| M     | 8  | Yven Moyo             | 21 ans          | 2014            | 0               | 0               |             |          |             |          |             |
| MC    | 15 | Johann Paul           | 32 ans          | 2010            | 23              | 22              |             | 1        |             | 1        |             |
| MG    | 14 | Oumar Pouye           | 25 ans          | 2012            | 32              | 28              | 3           | 1        |             | 3        |             |
| MD    | 21 | Cédric Sanches        | 23 ans          | 2012            | 6               | 1               | 1           | 1        | 1           | 2        |             |
| MD/MG | 17 | Mohamed Youssouf      | 25 ans          | 2013            | 30              | 25              | 3           | 2        | 3           | 2        |             |
| A     | 20 | Jean-Bryan Boukaka    | 21 ans          | 2013            | 6               | 0               |             |          |             | 1        |             |
| AC    | 13 | Simon Dia             | 20 ans          | 2014            | 10              | 1               | 1           |          |             |          |             |
| A     | 7  | Dieylani Fall         | 23 ans          | 2012            | 8               | 0               |             |          |             | 2        |             |
| AC    | 11 | Jonathan Téhoué       | 29 ans          | 2013            | 14              | 11              | 1           | 1        | 1           | 3        | 3           |
| A     | 9  | Kevin Koubemba        | 20 ans          | 2011            | 20              | 10              | 1           | 2        | 1           | 3        | 1           |
| A     | 27 | Mass M'Baye           | 19 ans          | 2012            | 3               | 0               |             |          |             |          |             |
| AC/AD | 10 | Moussa Marega         | 22 ans          | 2013            | 33              | 29              | 9           | 2        |             | 3        |             |
| AC    | 11 | Romain Poyet (→prêt)  | 31 ans          | 2014            | 16              | 16              | 5           |          |             |          |             |
| A     | –  | Stanley Segarel       | 19 ans          | 2013            | 0               | 0               |             |          |             | 2        |             |
| A     | –  | Pierre Slidja         | 17 ans          | 2013            | 2               | 0               |             |          |             |          |             |
| AC    | 8  | Souleymane Youla      | 32 ans          | 2013            | 5               | 0               |             | 2        | 1           |          |             |
|       |    | contre son camp       | contre son camp | contre son camp | contre son camp | contre son camp | -           |          | -           |          | 1           |

| Rôle                    | Membre                                                                | Âge     | Depuis |
| ----------------------- | --------------------------------------------------------------------- | ------- | ------ |
| Entraineur              | Francis De Taddeo (2013-sept 2013) Olivier Echouafni (sept 2013-2014) | ans ans |        |
| Entraineur adjoint      | Stéphane Léoni                                                        | ans     |        |
| Entraineur des gardiens | Jean-Marc Sibille                                                     | ans     | 2015   |
| Préparateur physique    | Simon Lucq                                                            | ans     |        |

### Transferts

#### Mercato d'été
| Nom                   | Poste     | Statut          | Provenance           | Nom                | Poste     | Statut              | Destination                 |
| --------------------- | --------- | --------------- | -------------------- | ------------------ | --------- | ------------------- | --------------------------- |
| Arrivées              | Arrivées  | Arrivées        | Arrivées             | Départs            | Départs   | Départs             | Départs                     |
| Jonathan Téhoué       | Attaquant | Libre           | US Boulogne (N)      | Jonathan Kodjia    | Attaquant | Retour de prêt      | Stade de Reims (L1)         |
| Moussa Marega         | Attaquant | Libre           | Le Poiré-sur-Vie (N) | Romain Ruffier     | Gardien   | Fin de contrat      | FC Wiltz (D1)               |
| Ernest Seka           | Défenseur | Libre           | Le Poiré-sur-Vie (N) | Jimmy Mainfroi     | Défenseur | Fin de contrat      | Saint-André d’Huiriat (PHR) |
| Souleymane Youla      | Attaquant | Libre           | SK Sint-Niklaas (D2) | Flavien Belson     | Défenseur | Fin de contrat      | Sans club                   |
| Mohamed Youssouf      | Milieu    | Libre           | Vannes OC (N)        | Julien Ielsch      | Défenseur | Fin de contrat      | Red Star FC (N)             |
| Yohan Hautcœur        | Milieu    | Libre           | LB Châteauroux (L2)  | Loïc Puyo          | Milieu    | Fin de contrat      | US Orléans (N)              |
| Gaëtan Bourbier       | Défenseur | Premier contrat | Amiens SC            | Romain Ciaravino   | Milieu    | Fin de contrat      | Fréjus-Saint-Raphaël (N)    |
| Clément Diop          | Gardien   | Premier contrat | Amiens SC rés.       | Grégory Poirier    | Milieu    | Fin de contrat      | Sans club                   |
| Oualid El Hajjam      | Milieu    | Premier contrat | Amiens SC            | Jonathan Lacourt   | Milieu    | Fin de contrat      | US Albi (CFA2)              |
| Mass M'Baye           | Attaquant | Premier contrat | Amiens SC            | Hervé Bazile       | Attaquant | Fin de contrat      | Le Poiré-sur-Vie (N)        |
| Jordan Pierre-Charles | Milieu    | Premier contrat | Amiens SC            | Mohamed M'Changama | Attaquant | Fin de contrat      | Marseille Consolat (CFA)    |
| Cédric Sanches        | Milieu    | Premier contrat | Amiens SC            | Nicolas Raynier    | Attaquant | Fin de contrat      | US Boulogne (N)             |
| Nicolas Burel         | Milieu    | Libre           | FC Rouen (N)         | Thomas Mienniel    | Défenseur | Rupture de contrat  | US Boulogne (N)             |
| Jean-Bryan Boukaka    | Attaquant | Libre           | Tours FC (L2)        | Yoann Touzghar     | Attaquant | Transfert définitif | RC Lens (L2)                |
| Pierre Vignaud        | Défenseur | Libre           | FC Rouen (N)         | Pape M'Bow         | Défenseur | Retour de prêt      | Olympique de Marseille (L1) |

Légende : 
 L1 : Ligue 1, L2 : Ligue 2, N : National, CFA : championnat de France amateur, PHR : Promotion d'Honneur Régionale du Rhône-Alpes, D1 : Division 1, D2 : Division 2 

#### Mercato d'hiver
| Nom            | Poste     | Statut             | Provenance                  | Nom              | Poste     | Statut             | Destination      |
| -------------- | --------- | ------------------ | --------------------------- | ---------------- | --------- | ------------------ | ---------------- |
| Arrivées       | Arrivées  | Arrivées           | Arrivées                    | Départs          | Départs   | Départs            | Départs          |
| Romain Poyet   | Attaquant | Prêt               | SM Caen (L2)                | Jonathan Téhoué  | Attaquant | Rupture de contrat | US Boulogne (N)  |
| Simon Dia      | Attaquant | Rupture de contrat | Valenciennes FC rés. (CFA2) | Souleymane Youla | Attaquant | Rupture de contrat | RFC Tournai (D3) |
| Yven Moyo (en) | Milieu    | Libre              | Newcastle United rés. (U21) |                  |           |                    |                  |

## Résultats détaillés

### Championnat National
| 1er journée - 17e            | SR Colmar                   | 3 - 1   | Amiens SC |                                                                         |                                                                         |
| Vendredi 9 août 2013 20 h 00 | Marques 5e 47e · Armand 11e | (2 - 1) | 44e Téhoué | Colmar Stadium, Colmar Spectateurs : 2 000 Arbitrage : Julien Blanchais | Colmar Stadium, Colmar Spectateurs : 2 000 Arbitrage : Julien Blanchais |
| Vendredi 9 août 2013 20 h 00 | Rapport                     |         | | Colmar Stadium, Colmar Spectateurs : 2 000 Arbitrage : Julien Blanchais | Colmar Stadium, Colmar Spectateurs : 2 000 Arbitrage : Julien Blanchais |
| Vendredi 9 août 2013 20 h 00 |                             | Équipes | L'Hostis - Bourbier (Youssouf, 52e), Baudry, Lybohy, El Hajjam - Sanches, Hautcœur, Burel, Pouye - Marega (Koubemba, 25e), Téhoué (Youla, 80e) Entraîneur : De Taddeo | Colmar Stadium, Colmar Spectateurs : 2 000 Arbitrage : Julien Blanchais | Colmar Stadium, Colmar Spectateurs : 2 000 Arbitrage : Julien Blanchais |

| 2e journée - 18e              | Amiens SC | 0 - 2   | US Orléans                      |                                                                            |                                                                            |
| Vendredi 16 août 2013 20 h 00 | | (0 - 1) | 20e Tomas · 90+3e Louisy-Daniel | Stade de la Licorne, Amiens Spectateurs : 4 698 Arbitrage : Emmanuel Caron | Stade de la Licorne, Amiens Spectateurs : 4 698 Arbitrage : Emmanuel Caron |
| Vendredi 16 août 2013 20 h 00 | Rapport |         |                                 | Stade de la Licorne, Amiens Spectateurs : 4 698 Arbitrage : Emmanuel Caron | Stade de la Licorne, Amiens Spectateurs : 4 698 Arbitrage : Emmanuel Caron |
| Vendredi 16 août 2013 20 h 00 | L'Hostis - Bourbier, Seka, Lybohy, El Hajjam - Burel, Hautcœur, Pouye (Boukaka, 66e), Youssouf - Marega (Koubemba, 69e), Téhoué (Youla, 80e) Entraîneur : De Taddeo | Équipes |                                 | Stade de la Licorne, Amiens Spectateurs : 4 698 Arbitrage : Emmanuel Caron | Stade de la Licorne, Amiens Spectateurs : 4 698 Arbitrage : Emmanuel Caron |

| 3e journée - 17e              | FC Bourg-Péronnas | 1 - 1   | Amiens SC |                                                                          |                                                                          |
| Vendredi 23 août 2013 20 h 00 | Faivre 69e (pen.) | (0 - 0) | 66e Marega | Stade municipal, Péronnas Spectateurs : 1 366 Arbitrage : Philippe Lucas | Stade municipal, Péronnas Spectateurs : 1 366 Arbitrage : Philippe Lucas |
| Vendredi 23 août 2013 20 h 00 | Rapport           |         | | Stade municipal, Péronnas Spectateurs : 1 366 Arbitrage : Philippe Lucas | Stade municipal, Péronnas Spectateurs : 1 366 Arbitrage : Philippe Lucas |
| Vendredi 23 août 2013 20 h 00 |                   | Équipes | L'Hostis - El Hajjam, Seka, Lybohy, Pierre-Charles - Baudry - Bourbier, Hautcœur, Burel, Pouye (Téhoué 72e) - Marega Entraîneur : De Taddeo | Stade municipal, Péronnas Spectateurs : 1 366 Arbitrage : Philippe Lucas | Stade municipal, Péronnas Spectateurs : 1 366 Arbitrage : Philippe Lucas |

| 4e journée - 16e              | Amiens SC | 3 - 0   | Le Poiré-sur-Vie |                                                                          |                                                                          |
| Vendredi 30 août 2013 20 h 00 | Hautcœur 3e · Sanches 53e · Youssouf 83e | (1 - 0) | · 15e Insou      | Stade de la Licorne, Amiens Spectateurs : 4 236 Arbitrage : Stéphane Bar | Stade de la Licorne, Amiens Spectateurs : 4 236 Arbitrage : Stéphane Bar |
| Vendredi 30 août 2013 20 h 00 | Rapport |         |                  | Stade de la Licorne, Amiens Spectateurs : 4 236 Arbitrage : Stéphane Bar | Stade de la Licorne, Amiens Spectateurs : 4 236 Arbitrage : Stéphane Bar |
| Vendredi 30 août 2013 20 h 00 | L'Hostis - El Hajjam, Seka, Lybohy, Vignaud - Baudry (Pouye 18e) - Marega, Hautcœur (Koubemba 29e), Burel (Sanches 34e), Youssouf - Téhoué, Entraîneur : De Taddeo | Équipes |                  | Stade de la Licorne, Amiens Spectateurs : 4 236 Arbitrage : Stéphane Bar | Stade de la Licorne, Amiens Spectateurs : 4 236 Arbitrage : Stéphane Bar |

| 5e journée - 15e                | USL Dunkerque       | 2 - 1   | Amiens SC |                                                                                   |                                                                                   |
| Samedi 8 septembre 2013 20 h 00 | Tchokounte 65e, 76e | (0 - 0) | 54e Marega | Stade Marcel-Tribut, Dunkerque Spectateurs : 1 650 Arbitrage : Stéphanie Frappart | Stade Marcel-Tribut, Dunkerque Spectateurs : 1 650 Arbitrage : Stéphanie Frappart |
| Samedi 8 septembre 2013 20 h 00 | Rapport             |         | | Stade Marcel-Tribut, Dunkerque Spectateurs : 1 650 Arbitrage : Stéphanie Frappart | Stade Marcel-Tribut, Dunkerque Spectateurs : 1 650 Arbitrage : Stéphanie Frappart |
| Samedi 8 septembre 2013 20 h 00 |                     | Équipes | L'Hostis - El Hajjam, Seka, Lybohy, Vignaud - Marega (Boukaka 88e), Paul, Pouye, Youssouf - Koubemba (Sanches 66e), Téhoué Entraîneur : De Taddeo | Stade Marcel-Tribut, Dunkerque Spectateurs : 1 650 Arbitrage : Stéphanie Frappart | Stade Marcel-Tribut, Dunkerque Spectateurs : 1 650 Arbitrage : Stéphanie Frappart |

| 6e journée - 15e                   | Amiens SC | 0 - 1   | US Colomiers |                                                                               |                                                                               |
| Vendredi 13 septembre 2013 20 h 00 | | (0 - 1) | 18e Seidou   | Stade de la Licorne, Amiens Spectateurs : 4 736 Arbitrage : Laurent Quiévreux | Stade de la Licorne, Amiens Spectateurs : 4 736 Arbitrage : Laurent Quiévreux |
| Vendredi 13 septembre 2013 20 h 00 | Rapport |         |              | Stade de la Licorne, Amiens Spectateurs : 4 736 Arbitrage : Laurent Quiévreux | Stade de la Licorne, Amiens Spectateurs : 4 736 Arbitrage : Laurent Quiévreux |
| Vendredi 13 septembre 2013 20 h 00 | L'Hostis - Bourbier (Sanches 72e), Seka, Lybohy, Vignaud - Burel, Paul, Pouye (El Hajjam 46e MT) - Marega, Téhoué (Koubemba 46e MT), Youssouf Entraîneur : De Taddeo | Équipes |              | Stade de la Licorne, Amiens Spectateurs : 4 736 Arbitrage : Laurent Quiévreux | Stade de la Licorne, Amiens Spectateurs : 4 736 Arbitrage : Laurent Quiévreux |

| 7e journée - 17e                   | Red Star FC | 1 - 0   | Amiens SC |                                                                        |                                                                        |
| Vendredi 20 septembre 2013 20 h 30 | Lefaix 83e  | (0 - 0) | | Stade Bauer, Saint-Ouen Spectateurs : 1 416 Arbitrage : Hamid Guenaoui | Stade Bauer, Saint-Ouen Spectateurs : 1 416 Arbitrage : Hamid Guenaoui |
| Vendredi 20 septembre 2013 20 h 30 | Rapport     |         | | Stade Bauer, Saint-Ouen Spectateurs : 1 416 Arbitrage : Hamid Guenaoui | Stade Bauer, Saint-Ouen Spectateurs : 1 416 Arbitrage : Hamid Guenaoui |
| Vendredi 20 septembre 2013 20 h 30 |             | Équipes | L'Hostis - El Hajjam, Seka, Lybohy, Vignaud - Bourbier (Boukaka 72e), Burel, Paul, Youssouf - Marega, Koubemba (Téhoué 60e) Entraîneur : Léoni | Stade Bauer, Saint-Ouen Spectateurs : 1 416 Arbitrage : Hamid Guenaoui | Stade Bauer, Saint-Ouen Spectateurs : 1 416 Arbitrage : Hamid Guenaoui |

| 8e journée - 17e                   | Amiens SC | 0 - 0   | Uzès Pont du Gard |                                                                              |                                                                              |
| Vendredi 27 septembre 2013 20 h 00 | | (0 - 0) | 80e Lacombe       | Stade de la Licorne, Amiens Spectateurs : 2 000 Arbitrage : Julien Blanchais | Stade de la Licorne, Amiens Spectateurs : 2 000 Arbitrage : Julien Blanchais |
| Vendredi 27 septembre 2013 20 h 00 | Rapport |         |                   | Stade de la Licorne, Amiens Spectateurs : 2 000 Arbitrage : Julien Blanchais | Stade de la Licorne, Amiens Spectateurs : 2 000 Arbitrage : Julien Blanchais |
| Vendredi 27 septembre 2013 20 h 00 | L'Hostis - Burel, Seka, Lybohy, Vignaud - Baudry - Pouye (Youla 75e), Paul, Pierre-Charles (Téhoué 60e), Youssouf - Marega Entraîneur : Echouafni | Équipes |                   | Stade de la Licorne, Amiens Spectateurs : 2 000 Arbitrage : Julien Blanchais | Stade de la Licorne, Amiens Spectateurs : 2 000 Arbitrage : Julien Blanchais |

| 9e journée - 17e                | Fréjus-Saint-Raphaël | 1 - 0   | Amiens SC |                                                                        |                                                                        |
| Vendredi 4 octobre 2013 20 h 00 | Baldé 58e            | (0 - 0) | | Stade Pourcin, Fréjus Spectateurs : 1 400 Arbitrage : Christophe Lucas | Stade Pourcin, Fréjus Spectateurs : 1 400 Arbitrage : Christophe Lucas |
| Vendredi 4 octobre 2013 20 h 00 | Rapport              |         | | Stade Pourcin, Fréjus Spectateurs : 1 400 Arbitrage : Christophe Lucas | Stade Pourcin, Fréjus Spectateurs : 1 400 Arbitrage : Christophe Lucas |
| Vendredi 4 octobre 2013 20 h 00 |                      | Équipes | L'Hostis - Burel, Seka, Lybohy, Vignaud - Baudry - Marega, Paul, Pouye (Youla 78e), Youssouf - Téhoué (Sanches 61e) Entraîneur : Echouafni | Stade Pourcin, Fréjus Spectateurs : 1 400 Arbitrage : Christophe Lucas | Stade Pourcin, Fréjus Spectateurs : 1 400 Arbitrage : Christophe Lucas |

| 10e journée - 17e                | Amiens SC | 1 - 1   | RC Strasbourg |                                                                             |                                                                             |
| Vendredi 18 octobre 2013 20 h 00 | Koubemba 86e | (0 - 0) | 84e Sichi     | Stade de la Licorne, Amiens Spectateurs : 5 669 Arbitrage : Guillaume Janin | Stade de la Licorne, Amiens Spectateurs : 5 669 Arbitrage : Guillaume Janin |
| Vendredi 18 octobre 2013 20 h 00 | Rapport |         |               | Stade de la Licorne, Amiens Spectateurs : 5 669 Arbitrage : Guillaume Janin | Stade de la Licorne, Amiens Spectateurs : 5 669 Arbitrage : Guillaume Janin |
| Vendredi 18 octobre 2013 20 h 00 | L'Hostis - Baudry, Seka, Lybohy, Vignaud - Koubemba, Burel, Pouye (Youla 87e), Youssouf - Marega, Téhoué (Sanches 67e, Pierre-Charles 77e) Entraîneur : Echouafni | Équipes |               | Stade de la Licorne, Amiens Spectateurs : 5 669 Arbitrage : Guillaume Janin | Stade de la Licorne, Amiens Spectateurs : 5 669 Arbitrage : Guillaume Janin |

| 11e journée - 16e                  | Vannes OC | 0 - 1   | Amiens SC |                                                                          |                                                                          |
| Vendredi 1er novembre 2013 19 h 00 |           | (0 - 1) | 44e Baudry · 85e Fall | Stade de la Rabine, Vannes Spectateurs : 2 000 Arbitrage : Silas Billong | Stade de la Rabine, Vannes Spectateurs : 2 000 Arbitrage : Silas Billong |
| Vendredi 1er novembre 2013 19 h 00 | Rapport   |         | | Stade de la Rabine, Vannes Spectateurs : 2 000 Arbitrage : Silas Billong | Stade de la Rabine, Vannes Spectateurs : 2 000 Arbitrage : Silas Billong |
| Vendredi 1er novembre 2013 19 h 00 |           | Équipes | L'Hostis - Baudry, Seka, Lybohy , Vignaud - Burel, Pouye - Koubemba (Fall 32e), Hautcœur (Labhiri 82e), Youssouf (Pierre-Charles 89e) - Marega Entraîneur : Echouafni | Stade de la Rabine, Vannes Spectateurs : 2 000 Arbitrage : Silas Billong | Stade de la Rabine, Vannes Spectateurs : 2 000 Arbitrage : Silas Billong |

| 12e journée - 13e                | Amiens SC | 1 - 0   | Paris FC |                                                                            |                                                                            |
| Vendredi 8 novembre 2013 20 h 00 | Hautcœur 90+2e | (0 - 0) |          | Stade de la Licorne, Amiens Spectateurs : 5 348 Arbitrage : Dimitri Kristo | Stade de la Licorne, Amiens Spectateurs : 5 348 Arbitrage : Dimitri Kristo |
| Vendredi 8 novembre 2013 20 h 00 | Rapport |         |          | Stade de la Licorne, Amiens Spectateurs : 5 348 Arbitrage : Dimitri Kristo | Stade de la Licorne, Amiens Spectateurs : 5 348 Arbitrage : Dimitri Kristo |
| Vendredi 8 novembre 2013 20 h 00 | L'Hostis - Baudry, Seka, Lybohy , Vignaud - Burel, Pouye - Marega, Hautcœur, Youssouf - Téhoué (M'Baye 70e) Entraîneur : Echouafni | Équipes |          | Stade de la Licorne, Amiens Spectateurs : 5 348 Arbitrage : Dimitri Kristo | Stade de la Licorne, Amiens Spectateurs : 5 348 Arbitrage : Dimitri Kristo |

| 13e journée - 14e                 | Luçon   | 0 - 0   | Amiens SC |                                                                      |                                                                      |
| Vendredi 22 novembre 2013 20 h 00 |         | (0 - 0) | | Stade Jean de Mouzon Spectateurs : 980 Arbitrage : Sébastien Butault | Stade Jean de Mouzon Spectateurs : 980 Arbitrage : Sébastien Butault |
| Vendredi 22 novembre 2013 20 h 00 | Rapport |         | | Stade Jean de Mouzon Spectateurs : 980 Arbitrage : Sébastien Butault | Stade Jean de Mouzon Spectateurs : 980 Arbitrage : Sébastien Butault |
| Vendredi 22 novembre 2013 20 h 00 |         | Équipes | L'Hostis - Baudry (Paul 80e), Seka, Lybohy , Vignaud - Burel, Pouye (Pierre-Charles 75e) - Marega, Hautcœur, Youssouf - Téhoué (M'Baye 70e) Entraîneur : Echouafni | Stade Jean de Mouzon Spectateurs : 980 Arbitrage : Sébastien Butault | Stade Jean de Mouzon Spectateurs : 980 Arbitrage : Sébastien Butault |

| 14e journée - 14e                 | Amiens SC | 0 - 0   | US Boulogne |                                                                              |                                                                              |
| Vendredi 29 novembre 2013 20 h 00 | | (0 - 0) |             | Stade de la Licorne, Amiens Spectateurs : 6 614 Arbitrage : Julien Blanchais | Stade de la Licorne, Amiens Spectateurs : 6 614 Arbitrage : Julien Blanchais |
| Vendredi 29 novembre 2013 20 h 00 | Rapport |         |             | Stade de la Licorne, Amiens Spectateurs : 6 614 Arbitrage : Julien Blanchais | Stade de la Licorne, Amiens Spectateurs : 6 614 Arbitrage : Julien Blanchais |
| Vendredi 29 novembre 2013 20 h 00 | L'Hostis - Paul, Seka, Lybohy , Vignaud - Burel, Pouye (Pierre-Charles 66e) - Marega (M'Baye 73e), Hautcœur, Youssouf - Téhoué (Boukaka 84e) Entraîneur : Echouafni | Équipes |             | Stade de la Licorne, Amiens Spectateurs : 6 614 Arbitrage : Julien Blanchais | Stade de la Licorne, Amiens Spectateurs : 6 614 Arbitrage : Julien Blanchais |

| 15e journée - 14e                 | Luzenac AP    | 1 - 0   | Amiens SC |                                                                        |                                                                        |
| Vendredi 13 décembre 2013 20 h 00 | Dona Ndoh 76e | (0 - 0) | | Stade du Courbet, Foix Spectateurs : 800 Arbitrage : Laurent Quiévreux | Stade du Courbet, Foix Spectateurs : 800 Arbitrage : Laurent Quiévreux |
| Vendredi 13 décembre 2013 20 h 00 | Rapport       |         | | Stade du Courbet, Foix Spectateurs : 800 Arbitrage : Laurent Quiévreux | Stade du Courbet, Foix Spectateurs : 800 Arbitrage : Laurent Quiévreux |
| Vendredi 13 décembre 2013 20 h 00 |               | Équipes | L'Hostis - Baudry, Seka, Lybohy , Vignaud - Paul, Pouye - Marega, Hautcœur (Boukaka, 78e), Koubemba - Téhoué (Fall, 70e) Entraîneur : Echouafni | Stade du Courbet, Foix Spectateurs : 800 Arbitrage : Laurent Quiévreux | Stade du Courbet, Foix Spectateurs : 800 Arbitrage : Laurent Quiévreux |

| 16e journée - 16e                 | GFC Ajaccio                  | 2 - 0   | Amiens SC |                                                                            |                                                                            |
| Vendredi 20 décembre 2013 20 h 00 | Diedhiou 44e · Tshibumbu 89e | (1 - 0) | | Stade Ange-Casanova, Ajaccio Spectateurs : 1 200 Arbitrage : Mickaël Leleu | Stade Ange-Casanova, Ajaccio Spectateurs : 1 200 Arbitrage : Mickaël Leleu |
| Vendredi 20 décembre 2013 20 h 00 | Rapport                      |         | | Stade Ange-Casanova, Ajaccio Spectateurs : 1 200 Arbitrage : Mickaël Leleu | Stade Ange-Casanova, Ajaccio Spectateurs : 1 200 Arbitrage : Mickaël Leleu |
| Vendredi 20 décembre 2013 20 h 00 |                              | Équipes | L'Hostis - Paul, Seka, Lybohy (Lefort, 8e), Pierre-Charles - Baudry, Burel - Youssouf (Boukaka, 79e), Hautcœur, Pouye (Marega, 54e) - Koubemba Entraîneur : Echouafni | Stade Ange-Casanova, Ajaccio Spectateurs : 1 200 Arbitrage : Mickaël Leleu | Stade Ange-Casanova, Ajaccio Spectateurs : 1 200 Arbitrage : Mickaël Leleu |

| 17e journée - 16e                | Amiens SC | 2 - 2   | USJA Carquefou                  |                                                                            |                                                                            |
| Vendredi 10 janvier 2014 20 h 00 | Seka 19e, 78e | (1 - 0) | 50e Do Marcolino · 55e Clémence | Stade de la Licorne, Amiens Spectateurs : 4 753 Arbitrage : Hamid Guenaoui | Stade de la Licorne, Amiens Spectateurs : 4 753 Arbitrage : Hamid Guenaoui |
| Vendredi 10 janvier 2014 20 h 00 | Rapport |         |                                 | Stade de la Licorne, Amiens Spectateurs : 4 753 Arbitrage : Hamid Guenaoui | Stade de la Licorne, Amiens Spectateurs : 4 753 Arbitrage : Hamid Guenaoui |
| Vendredi 10 janvier 2014 20 h 00 | L'Hostis - Paul, Seka, Lybohy , Vignaud - Baudry (Marega, 66e), Burel - Pouye (Pierre-Charles, 63e), Hautcœur, Youssouf - Koubemba Entraîneur : Echouafni | Équipes |                                 | Stade de la Licorne, Amiens Spectateurs : 4 753 Arbitrage : Hamid Guenaoui | Stade de la Licorne, Amiens Spectateurs : 4 753 Arbitrage : Hamid Guenaoui |

| 18e journée - 16e                | US Orléans | 0 - 0   | Amiens SC |                                                                        |                                                                        |
| Vendredi 25 janvier 2014 19 h 00 |            | (0 - 0) | | Stade de la Source, Orléans Spectateurs : 2 047 Arbitrage : M. Butault | Stade de la Source, Orléans Spectateurs : 2 047 Arbitrage : M. Butault |
| Vendredi 25 janvier 2014 19 h 00 | Rapport    |         | | Stade de la Source, Orléans Spectateurs : 2 047 Arbitrage : M. Butault | Stade de la Source, Orléans Spectateurs : 2 047 Arbitrage : M. Butault |
| Vendredi 25 janvier 2014 19 h 00 |            | Équipes | L'Hostis - Paul, Seka, Lybohy , Vignaud - Beynié, Burel - Marega (Fall, 79e), Hautcœur (Pierre-Charles, 90e), Youssouf (Slidja, 90e+2) - Koubemba Entraîneur : Echouafni | Stade de la Source, Orléans Spectateurs : 2 047 Arbitrage : M. Butault | Stade de la Source, Orléans Spectateurs : 2 047 Arbitrage : M. Butault |

| 19e journée - 16e                | Amiens SC | 0 - 1   | FC Bourg-Péronnas |                                                                      |                                                                      |
| Vendredi 31 janvier 2014 20 h 00 | | (0 - 0) | 64e Boussaha      | Stade de la Licorne, Amiens Spectateurs : 4 766 Arbitrage : G. Janin | Stade de la Licorne, Amiens Spectateurs : 4 766 Arbitrage : G. Janin |
| Vendredi 31 janvier 2014 20 h 00 | Rapport |         |                   | Stade de la Licorne, Amiens Spectateurs : 4 766 Arbitrage : G. Janin | Stade de la Licorne, Amiens Spectateurs : 4 766 Arbitrage : G. Janin |
| Vendredi 31 janvier 2014 20 h 00 | L'Hostis - Paul, Seka, Lybohy , Vignaud - Marega (Pouye, 83e), Beynié, Burel (Pierre-Charles, 77e), Youssouf (Fall, 77e) - Poyet, Koubemba Entraîneur : Echouafni | Équipes |                   | Stade de la Licorne, Amiens Spectateurs : 4 766 Arbitrage : G. Janin | Stade de la Licorne, Amiens Spectateurs : 4 766 Arbitrage : G. Janin |

| 20e journée - 16e               | Le Poiré-sur-Vie | reporté | Amiens SC |  |
| Vendredi 7 février 2014 20 h 00 |                  |         |           |  |
|                                 | [Rapport]        |         |           |  |

| 21e journée - 16e                | Amiens SC | 1 - 1   | USL Dunkerque |                                                                       |                                                                       |
| Vendredi 15 février 2014 20 h 00 | Dia 75e · Paul 57e · Vignaud 90+2e | (0 - 1) | 4e Madri      | Stade de la Licorne, Amiens Spectateurs : 4 802 Arbitrage : D. Kristo | Stade de la Licorne, Amiens Spectateurs : 4 802 Arbitrage : D. Kristo |
| Vendredi 15 février 2014 20 h 00 | Rapport |         |               | Stade de la Licorne, Amiens Spectateurs : 4 802 Arbitrage : D. Kristo | Stade de la Licorne, Amiens Spectateurs : 4 802 Arbitrage : D. Kristo |
| Vendredi 15 février 2014 20 h 00 | L'Hostis - Baudry (Fall, 84e), Seka, Lybohy , Vignaud - Paul, Burel - Marega (Dia, 69e), Youssouf, Koubemba (Pouye, 59e) - Poyet Entraîneur : Echouafni | Équipes |               | Stade de la Licorne, Amiens Spectateurs : 4 802 Arbitrage : D. Kristo | Stade de la Licorne, Amiens Spectateurs : 4 802 Arbitrage : D. Kristo |

| 20e journée - 16e                | Le Poiré-sur-Vie | 0 - 0   | Amiens SC |                                                                                         |                                                                                         |
| Vendredi 21 février 2014 20 h 00 |                  | (0 - 0) | | Stade de l'Idonnière, Le Poiré-sur-Vie Spectateurs : 1 515 Arbitrage : Christophe Lucas | Stade de l'Idonnière, Le Poiré-sur-Vie Spectateurs : 1 515 Arbitrage : Christophe Lucas |
| Vendredi 21 février 2014 20 h 00 | Rapport          |         | | Stade de l'Idonnière, Le Poiré-sur-Vie Spectateurs : 1 515 Arbitrage : Christophe Lucas | Stade de l'Idonnière, Le Poiré-sur-Vie Spectateurs : 1 515 Arbitrage : Christophe Lucas |
| Vendredi 21 février 2014 20 h 00 |                  | Équipes | L'Hostis - Baudry, Seka, Lybohy , El Hajjam - Pouye (Koubemba, 76e), Beynié, Burel, Youssouf - Marega (Dia, 84e), Poyet (Hautcœur, 69e) Entraîneur : Echouafni | Stade de l'Idonnière, Le Poiré-sur-Vie Spectateurs : 1 515 Arbitrage : Christophe Lucas | Stade de l'Idonnière, Le Poiré-sur-Vie Spectateurs : 1 515 Arbitrage : Christophe Lucas |

| 22e journée - 17e              | US Colomiers | reporté | Amiens SC |                                    |                                    |
| Vendredi 1er mars 2014 20 h 00 |              |         |           | Stade Bertrand Andrieux, Colomiers | Stade Bertrand Andrieux, Colomiers |

| 23e journée - 16e            | Amiens SC | 2 - 0   | Red Star FC |                                                                       |                                                                       |
| Vendredi 7 mars 2014 20 h 00 | Poyet 22e · Baudry 55e | (1 - 0) |             | Stade de la Licorne, Amiens Spectateurs : 6 747 Arbitrage : J. Stinat | Stade de la Licorne, Amiens Spectateurs : 6 747 Arbitrage : J. Stinat |
| Vendredi 7 mars 2014 20 h 00 | Rapport |         |             | Stade de la Licorne, Amiens Spectateurs : 6 747 Arbitrage : J. Stinat | Stade de la Licorne, Amiens Spectateurs : 6 747 Arbitrage : J. Stinat |
| Vendredi 7 mars 2014 20 h 00 | L'Hostis - Paul, Seka, Lybohy , El Hajjam - Hautcœur (Youssouf, 73e), Baudry, Burel, Pouye (Koubemba, 83e) - Marega (Dia, 85e), Poyet Entraîneur : Echouafni | Équipes |             | Stade de la Licorne, Amiens Spectateurs : 6 747 Arbitrage : J. Stinat | Stade de la Licorne, Amiens Spectateurs : 6 747 Arbitrage : J. Stinat |

| 24e journée - 15e             | Uzès Pont du Gard | 0 - 3   | Amiens SC |                                                               |                                                               |
| Vendredi 14 mars 2014 19 h 00 |                   | (0 - 1) | 22e Seka · 68e 70e Marega | Stade Pautex, Uzès Spectateurs : 1 450 Arbitrage : S. Billong | Stade Pautex, Uzès Spectateurs : 1 450 Arbitrage : S. Billong |
| Vendredi 14 mars 2014 19 h 00 | Rapport           |         | | Stade Pautex, Uzès Spectateurs : 1 450 Arbitrage : S. Billong | Stade Pautex, Uzès Spectateurs : 1 450 Arbitrage : S. Billong |
| Vendredi 14 mars 2014 19 h 00 |                   | Équipes | L'Hostis - El Hajjam, Seka, Baudry, Vignaud - Hautcœur, Paul , Burel, Pouye (Youssouf, 76e) - Marega (Koubemba, 72e), Poyet (Dia, 81e) Entraîneur : Echouafni | Stade Pautex, Uzès Spectateurs : 1 450 Arbitrage : S. Billong | Stade Pautex, Uzès Spectateurs : 1 450 Arbitrage : S. Billong |

| 25e journée - 14e             | Amiens SC | 2 - 0   | Fréjus-Saint-Raphaël |                                                                           |                                                                           |
| Vendredi 21 mars 2014 20 h 00 | Poyet 77e · Marega 86e (pen.) | (0 - 0) |                      | Stade de la Licorne, Amiens Spectateurs : 5 901 Arbitrage : C. Dos Santos | Stade de la Licorne, Amiens Spectateurs : 5 901 Arbitrage : C. Dos Santos |
| Vendredi 21 mars 2014 20 h 00 | [Rapport] |         |                      | Stade de la Licorne, Amiens Spectateurs : 5 901 Arbitrage : C. Dos Santos | Stade de la Licorne, Amiens Spectateurs : 5 901 Arbitrage : C. Dos Santos |
| Vendredi 21 mars 2014 20 h 00 | L'Hostis - El Hajjam (Baudry, 90e+2), Seka, Lybohy , Vignaud - Hautcœur (Youssouf, 68e), Paul, Burel, Pouye - Marega (Dia, 88e), Poyet Entraîneur : Echouafni | Équipes |                      | Stade de la Licorne, Amiens Spectateurs : 5 901 Arbitrage : C. Dos Santos | Stade de la Licorne, Amiens Spectateurs : 5 901 Arbitrage : C. Dos Santos |

| 26e journée - 12e             | RC Strasbourg | 0 - 1   | Amiens SC |                                                                             |                                                                             |
| Vendredi 28 mars 2014 20 h 00 |               | (0 - 1) | 23e Pouye | Stade de la Meinau, Strasbourg Spectateurs : 9 242 Arbitrage : J. Blanchais | Stade de la Meinau, Strasbourg Spectateurs : 9 242 Arbitrage : J. Blanchais |
| Vendredi 28 mars 2014 20 h 00 | Rapport       |         | | Stade de la Meinau, Strasbourg Spectateurs : 9 242 Arbitrage : J. Blanchais | Stade de la Meinau, Strasbourg Spectateurs : 9 242 Arbitrage : J. Blanchais |
| Vendredi 28 mars 2014 20 h 00 |               | Équipes | L'Hostis - El Hajjam (Beynié, 85e), Seka, Lybohy , Vignaud - Youssouf (Baudry, 65e), Paul, Burel, Pouye (Slidja, 90e+2) - Marega, Poyet Entraîneur : Echouafni | Stade de la Meinau, Strasbourg Spectateurs : 9 242 Arbitrage : J. Blanchais | Stade de la Meinau, Strasbourg Spectateurs : 9 242 Arbitrage : J. Blanchais |

| 27e journée - 11e             | Amiens SC | 2 - 0   | Vannes OC |                                                                       |                                                                       |
| Vendredi 4 avril 2014 20 h 00 | Hautcœur 80e · Marega 90+3e | (0 - 0) |           | Stade de la Licorne, Amiens Spectateurs : 6 351 Arbitrage : D. Kristo | Stade de la Licorne, Amiens Spectateurs : 6 351 Arbitrage : D. Kristo |
| Vendredi 4 avril 2014 20 h 00 | Rapport |         |           | Stade de la Licorne, Amiens Spectateurs : 6 351 Arbitrage : D. Kristo | Stade de la Licorne, Amiens Spectateurs : 6 351 Arbitrage : D. Kristo |
| Vendredi 4 avril 2014 20 h 00 | L'Hostis - Baudry, Seka, Lybohy , Vignaud - Youssouf (Hautcœur, 70e), Paul (Beynié, 85e), Burel, Pouye - Marega, Poyet (Dia, 90e) Entraîneur : Echouafni | Équipes |           | Stade de la Licorne, Amiens Spectateurs : 6 351 Arbitrage : D. Kristo | Stade de la Licorne, Amiens Spectateurs : 6 351 Arbitrage : D. Kristo |

| 22e journée - 11e          | US Colomiers | 1 - 1   | Amiens SC |                                                                          |                                                                          |
| Mardi 8 avril 2014 20 h 00 | Zalmate 80e  | (0 - 0) | 89e Youssouf · 49e Lybohy | Stade Bertrand Andrieux, Colomiers Spectateurs : 500 Arbitrage : R. Zamo | Stade Bertrand Andrieux, Colomiers Spectateurs : 500 Arbitrage : R. Zamo |
| Mardi 8 avril 2014 20 h 00 | Rapport      |         | | Stade Bertrand Andrieux, Colomiers Spectateurs : 500 Arbitrage : R. Zamo | Stade Bertrand Andrieux, Colomiers Spectateurs : 500 Arbitrage : R. Zamo |
| Mardi 8 avril 2014 20 h 00 |              | Équipes | L'Hostis - Baudry, Seka, Lybohy , Vignaud - Hautcœur (Youssouf, 66e), Paul, Beynié, Pouye (El Hajjam, 52e)- Marega (Dia, 84e), Poyet Entraîneur : Echouafni | Stade Bertrand Andrieux, Colomiers Spectateurs : 500 Arbitrage : R. Zamo | Stade Bertrand Andrieux, Colomiers Spectateurs : 500 Arbitrage : R. Zamo |

| 28e journée - 11e              | Paris FC | 0 - 0   | Amiens SC |                                                                |                                                                |
| Vendredi 11 avril 2014 20 h 00 |          | (0 - 0) | | Stade Déjerine, Paris Spectateurs : 400 Arbitrage : D. Falcone | Stade Déjerine, Paris Spectateurs : 400 Arbitrage : D. Falcone |
| Vendredi 11 avril 2014 20 h 00 | Rapport  |         | | Stade Déjerine, Paris Spectateurs : 400 Arbitrage : D. Falcone | Stade Déjerine, Paris Spectateurs : 400 Arbitrage : D. Falcone |
| Vendredi 11 avril 2014 20 h 00 |          | Équipes | L'Hostis - El Hajjam, Seka, Baudry, Vignaud - Hautcœur (Pouye, 58e), Paul , Beynié, Youssouf - Dia (Marega, 60e), Poyet Entraîneur : Echouafni | Stade Déjerine, Paris Spectateurs : 400 Arbitrage : D. Falcone | Stade Déjerine, Paris Spectateurs : 400 Arbitrage : D. Falcone |

| 29e journée - 11e              | Amiens SC | 0 - 0   | Luçon VF |                                                                        |                                                                        |
| Vendredi 18 avril 2014 20 h 00 | | (0 - 0) |          | Stade de la Licorne, Amiens Spectateurs : 5 307 Arbitrage : T. Léonard | Stade de la Licorne, Amiens Spectateurs : 5 307 Arbitrage : T. Léonard |
| Vendredi 18 avril 2014 20 h 00 | Rapport |         |          | Stade de la Licorne, Amiens Spectateurs : 5 307 Arbitrage : T. Léonard | Stade de la Licorne, Amiens Spectateurs : 5 307 Arbitrage : T. Léonard |
| Vendredi 18 avril 2014 20 h 00 | L'Hostis - El Hajjam, Seka, Baudry, Vignaud - Youssouf (Hautcœur, 66e), Paul, Beynié, Pouye - Marega (Koubemba, 77e), Poyet Entraîneur : Echouafni | Équipes |          | Stade de la Licorne, Amiens Spectateurs : 5 307 Arbitrage : T. Léonard | Stade de la Licorne, Amiens Spectateurs : 5 307 Arbitrage : T. Léonard |

| 30e journée - 11e              | US Boulogne | 1 - 2   | Amiens SC |                                                                                    |                                                                                    |
| Vendredi 25 avril 2014 20 h 00 | Dia 50e     | (0 - 1) | 45+3e Poyet · 75e Youssouf | Stade de la Libération, Boulogne-sur-Mer Spectateurs : 1 800 Arbitrage : J. Stinat | Stade de la Libération, Boulogne-sur-Mer Spectateurs : 1 800 Arbitrage : J. Stinat |
| Vendredi 25 avril 2014 20 h 00 | Rapport     |         | | Stade de la Libération, Boulogne-sur-Mer Spectateurs : 1 800 Arbitrage : J. Stinat | Stade de la Libération, Boulogne-sur-Mer Spectateurs : 1 800 Arbitrage : J. Stinat |
| Vendredi 25 avril 2014 20 h 00 |             | Équipes | L'Hostis - El Hajjam, Seka, Baudry, Vignaud - Paul (Marega, 46e MT), Beynié - Youssouf, Hautcœur (Koubemba, 78e), Pouye - Poyet Entraîneur : Echouafni | Stade de la Libération, Boulogne-sur-Mer Spectateurs : 1 800 Arbitrage : J. Stinat | Stade de la Libération, Boulogne-sur-Mer Spectateurs : 1 800 Arbitrage : J. Stinat |

| 31e journée - 10e           | Amiens SC | 0 - 0   | Luzenac AP |                                                                        |                                                                        |
| Vendredi 2 mai 2014 20 h 00 | | (0 - 0) |            | Stade de la Licorne, Amiens Spectateurs : 5 385 Arbitrage : S. Butault | Stade de la Licorne, Amiens Spectateurs : 5 385 Arbitrage : S. Butault |
| Vendredi 2 mai 2014 20 h 00 | Rapport |         |            | Stade de la Licorne, Amiens Spectateurs : 5 385 Arbitrage : S. Butault | Stade de la Licorne, Amiens Spectateurs : 5 385 Arbitrage : S. Butault |
| Vendredi 2 mai 2014 20 h 00 | L'Hostis - Baudry, Seka, Lybohy , El Hajjam - Hautcœur (Dia, 74e), Beynié, Pouye, Youssouf - Marega (Koubemba, 84e), Poyet Entraîneur : Echouafni | Équipes |            | Stade de la Licorne, Amiens Spectateurs : 5 385 Arbitrage : S. Butault | Stade de la Licorne, Amiens Spectateurs : 5 385 Arbitrage : S. Butault |

| 32e journée - 10e           | Amiens SC | 4 - 2   | GFC Ajaccio               |                                                                    |                                                                    |
| Vendredi 9 mai 2014 20 h 00 | Poyet 25e · Marega 27e 74e · Pouye 43e | (3 - 2) | 33e Fabre · 35e Tshibumbu | Stade de la Licorne, Amiens Spectateurs : 7 207 Arbitrage : S. Bar | Stade de la Licorne, Amiens Spectateurs : 7 207 Arbitrage : S. Bar |
| Vendredi 9 mai 2014 20 h 00 | Rapport |         |                           | Stade de la Licorne, Amiens Spectateurs : 7 207 Arbitrage : S. Bar | Stade de la Licorne, Amiens Spectateurs : 7 207 Arbitrage : S. Bar |
| Vendredi 9 mai 2014 20 h 00 | L'Hostis - Baudry (Bourbier, 86e), Seka, Lybohy , Vignaud - Hautcœur (Fall, 86e), Paul, Beynié, Pouye - Marega (El Hajjam, 90e), Poyet Entraîneur : Echouafni | Équipes |                           | Stade de la Licorne, Amiens Spectateurs : 7 207 Arbitrage : S. Bar | Stade de la Licorne, Amiens Spectateurs : 7 207 Arbitrage : S. Bar |

| 33e journée - 8e             | USJA Carquefou | 1 - 2   | Amiens SC |                                                                             |                                                                             |
| Vendredi 16 mai 2014 20 h 00 | Fachan 56e     | (0 - 1) | 15e Pouye · 63e Marega | Centre sportif du Moulin Boisseau Spectateurs : 1 149 Arbitrage : D. Kristo | Centre sportif du Moulin Boisseau Spectateurs : 1 149 Arbitrage : D. Kristo |
| Vendredi 16 mai 2014 20 h 00 | Rapport        |         | | Centre sportif du Moulin Boisseau Spectateurs : 1 149 Arbitrage : D. Kristo | Centre sportif du Moulin Boisseau Spectateurs : 1 149 Arbitrage : D. Kristo |
| Vendredi 16 mai 2014 20 h 00 |                | Équipes | L'Hostis - El Hajjam, Seka, Lybohy , Vignaud - Hautcœur (Bourbier, 90e+1), Burel (Mauquit, 74e), Beynié, Pouye - Marega (Fall, 89e), Poyet Entraîneur : Echouafni | Centre sportif du Moulin Boisseau Spectateurs : 1 149 Arbitrage : D. Kristo | Centre sportif du Moulin Boisseau Spectateurs : 1 149 Arbitrage : D. Kristo |

| 34e journée - 6e             | Amiens SC | 1 - 0   | SR Colmar |                                                                         |                                                                         |
| Vendredi 23 mai 2014 20 h 00 | Poyet 30e | (1 - 0) |           | Stade de la Licorne, Amiens Spectateurs : 9 632 Arbitrage : S. Frappart | Stade de la Licorne, Amiens Spectateurs : 9 632 Arbitrage : S. Frappart |
| Vendredi 23 mai 2014 20 h 00 | Rapport |         |           | Stade de la Licorne, Amiens Spectateurs : 9 632 Arbitrage : S. Frappart | Stade de la Licorne, Amiens Spectateurs : 9 632 Arbitrage : S. Frappart |
| Vendredi 23 mai 2014 20 h 00 | L'Hostis - El Hajjam, Seka, Lybohy , Vignaud - Hautcœur, Burel (Mauquit, 80e), Beynié, Pouye - Youssouf (Fall, 73e), Poyet Entraîneur : Echouafni | Équipes |           | Stade de la Licorne, Amiens Spectateurs : 9 632 Arbitrage : S. Frappart | Stade de la Licorne, Amiens Spectateurs : 9 632 Arbitrage : S. Frappart |

### Coupe de France
| 5e tour                        | (Exc) Mers AC | 0 - 6   | Amiens SC |                                                                                     |                                                                                     |
| Samedi 12 octobre 2013 16 h 00 |               | (0 - 4) | 8e, 45e, 78e (pen.) Youssouf · 22e Youla · 32e Sanches · 70e Koubemba                                                                            | Stade Arnold Montefiore, Mers-les-Bains Spectateurs : 1 500 Arbitrage : M. Pecqueux | Stade Arnold Montefiore, Mers-les-Bains Spectateurs : 1 500 Arbitrage : M. Pecqueux |
| Samedi 12 octobre 2013 16 h 00 | Rapport       |         | | Stade Arnold Montefiore, Mers-les-Bains Spectateurs : 1 500 Arbitrage : M. Pecqueux | Stade Arnold Montefiore, Mers-les-Bains Spectateurs : 1 500 Arbitrage : M. Pecqueux |
| Samedi 12 octobre 2013 16 h 00 |               | Équipes | Diop - Seka (Bourbier, 55e), Baudry, Lefort, Vignaud (Pierre-Charles, 60e) - Sanches, El Hajjam, Pouye, Youssouf - Marega (Koubemba, 55e), Youla | Stade Arnold Montefiore, Mers-les-Bains Spectateurs : 1 500 Arbitrage : M. Pecqueux | Stade Arnold Montefiore, Mers-les-Bains Spectateurs : 1 500 Arbitrage : M. Pecqueux |

| 6e tour                        | (DH) US Chantilly | 1 - 1 7 - 6 t. a. b. | Amiens SC |                                                         |                                                         |
| Samedi 26 octobre 2013 14 h 30 | Kreye 116e        | (0 - 0 ; 0 - 0 )     | 113e Téhoué | Stade des Bourgognes, Chantilly Arbitrage : M. Trepagne | Stade des Bourgognes, Chantilly Arbitrage : M. Trepagne |
| Samedi 26 octobre 2013 14 h 30 | Rapport           |                      | | Stade des Bourgognes, Chantilly Arbitrage : M. Trepagne | Stade des Bourgognes, Chantilly Arbitrage : M. Trepagne |
| Samedi 26 octobre 2013 14 h 30 | Tirs au but 7 - 6 |                      | | Stade des Bourgognes, Chantilly Arbitrage : M. Trepagne | Stade des Bourgognes, Chantilly Arbitrage : M. Trepagne |
| Samedi 26 octobre 2013 14 h 30 |                   | Équipes              | Diop - Bourbier (Burel, 80e), Baudry, Lefort, Pierre-Charles - Hautcœur (Téhoué, 58e), Paul, El Hajjam - Marega, Youla (Youssouf, 46e MT), Koubemba | Stade des Bourgognes, Chantilly Arbitrage : M. Trepagne | Stade des Bourgognes, Chantilly Arbitrage : M. Trepagne |

### Coupe de la Ligue
| 1er tour                  | Amiens SC | 1 - 0   | LB Châteauroux (L2) |                                                                             |                                                                             |
| Mardi 6 août 2013 20 h 00 | Téhoué 55e | (0 - 0) |                     | Stade de la Licorne, Amiens Spectateurs : 2 540 Arbitrage : Frank Schneider | Stade de la Licorne, Amiens Spectateurs : 2 540 Arbitrage : Frank Schneider |
| Mardi 6 août 2013 20 h 00 | Rapport |         |                     | Stade de la Licorne, Amiens Spectateurs : 2 540 Arbitrage : Frank Schneider | Stade de la Licorne, Amiens Spectateurs : 2 540 Arbitrage : Frank Schneider |
| Mardi 6 août 2013 20 h 00 | L'Hostis - El Hajjam, Baudry, Lybohy, Lefort - Sanches, Hautcœur, Pouye - Marega (Segarel, 90e+2), Téhoué (Fall, 81e), Koubemba (Boukaka, 67e) | Équipes |                     | Stade de la Licorne, Amiens Spectateurs : 2 540 Arbitrage : Frank Schneider | Stade de la Licorne, Amiens Spectateurs : 2 540 Arbitrage : Frank Schneider |

| 2e tour                    | (L2) Le Havre AC | 2 - 3 a.p. | Amiens SC |                                                                           |                                                                           |
| Mardi 27 août 2013 20 h 00 | Mahrez 70e, 84e  | (0 - 1)    | 24e, 69e Téhoué · 100e Koubemba | Stade Océane, Le Havre Spectateurs : 3 817 Arbitrage : Christian Guillard | Stade Océane, Le Havre Spectateurs : 3 817 Arbitrage : Christian Guillard |
| Mardi 27 août 2013 20 h 00 | Rapport          |            | | Stade Océane, Le Havre Spectateurs : 3 817 Arbitrage : Christian Guillard | Stade Océane, Le Havre Spectateurs : 3 817 Arbitrage : Christian Guillard |
| Mardi 27 août 2013 20 h 00 |                  | Équipes    | L'Hostis - Bourbier, Seka, Lybohy, Vignaud - Hautcœur, Burel, Pouye (Pierre-Charles, 64e) - Sanches (Marega, 90e MT), Téhoué (Koubemba, 75e), Youssouf | Stade Océane, Le Havre Spectateurs : 3 817 Arbitrage : Christian Guillard | Stade Océane, Le Havre Spectateurs : 3 817 Arbitrage : Christian Guillard |

| 16e de finale                 | (L2) Tours FC                                 | 3 - 1   | Amiens SC |                                                                                     |                                                                                     |
| Mardi 29 octobre 2013 20 h 00 | Adnane 13e · Bergougnoux 68e · Chavalerin 89e | (1 - 0) | 82e (csc) Seguin · 69e Téhoué | Stade de la Vallée du Cher, Tours Spectateurs : 6 869 Arbitrage : Sébastien Moreira | Stade de la Vallée du Cher, Tours Spectateurs : 6 869 Arbitrage : Sébastien Moreira |
| Mardi 29 octobre 2013 20 h 00 | Rapport                                       |         | | Stade de la Vallée du Cher, Tours Spectateurs : 6 869 Arbitrage : Sébastien Moreira | Stade de la Vallée du Cher, Tours Spectateurs : 6 869 Arbitrage : Sébastien Moreira |
| Mardi 29 octobre 2013 20 h 00 |                                               | Équipes | L'Hostis - Paul, Seka, Lybohy, Vignaud - Koubemba (Segarel, 82e), Burel, Pouye (Pierre-Charles, 77e), Youssouf - Marega (Fall, 76e), Téhoué | Stade de la Vallée du Cher, Tours Spectateurs : 6 869 Arbitrage : Sébastien Moreira | Stade de la Vallée du Cher, Tours Spectateurs : 6 869 Arbitrage : Sébastien Moreira |

### Matchs amicaux
| Pré-saison                   | Amiens SC  | 1 - 2   | UNFP                     |       |       |
| Mardi 9 juillet 2013 18 h 00 | Marega 81e | (0 - 0) | 62e Vignal · 75e Deligny | Camon | Camon |
| Mardi 9 juillet 2013 18 h 00 | Rapport    |         |                          | Camon | Camon |

| Pré-saison                       | Amiens SC  | 1 - 0   | RC Lens (L2) |                                                 |                                                 |
| Vendredi 12 juillet 2013 18 h 00 | Marega 25e | (1 - 0) |              | Stade de la Licorne, Amiens Spectateurs : 2 689 | Stade de la Licorne, Amiens Spectateurs : 2 689 |
| Vendredi 12 juillet 2013 18 h 00 | Rapport    |         |              | Stade de la Licorne, Amiens Spectateurs : 2 689 | Stade de la Licorne, Amiens Spectateurs : 2 689 |

| Pré-saison                    | Amiens SC | 0 - 0   | RAEC Mons (D2) |                             |                             |
| Lundi 15 juillet 2013 18 h 00 |           | (0 - 0) |                | Stade de la Licorne, Amiens | Stade de la Licorne, Amiens |
| Lundi 15 juillet 2013 18 h 00 | Rapport   |         |                | Stade de la Licorne, Amiens | Stade de la Licorne, Amiens |

| Pré-saison                     | Amiens SC    | 1 - 2   | Paris FC (N)               |                                               |                                               |
| Samedi 20 juillet 2013 18 h 30 | Koubemba 28e | (1 - 2) | 25e Diarra · 33e Bongongui | Stade de la Licorne, Amiens Spectateurs : 938 | Stade de la Licorne, Amiens Spectateurs : 938 |
| Samedi 20 juillet 2013 18 h 30 | Rapport      |         |                            | Stade de la Licorne, Amiens Spectateurs : 938 | Stade de la Licorne, Amiens Spectateurs : 938 |

| Pré-saison                       | Amiens SC                        | 3 - 1   | Le Havre AC (L2) |                                                 |                                                 |
| Vendredi 26 juillet 2013 18 h 30 | Pouye 10e · Seka 45e · Laïfa 54e | (2 - 1) | 40e Sao          | Stade de la Licorne, Amiens Spectateurs : 1 520 | Stade de la Licorne, Amiens Spectateurs : 1 520 |
| Vendredi 26 juillet 2013 18 h 30 | [Rapport]                        |         |                  | Stade de la Licorne, Amiens Spectateurs : 1 520 | Stade de la Licorne, Amiens Spectateurs : 1 520 |

| Pré-saison                    | (CFA) US Roye Noyon       | 2 - 1 | Amiens SC   |                        |                        |
| Mardi 30 juillet 2013 18 h 00 | But inscrit · But inscrit | (-)   | But inscrit | Stade André-Coël, Roye | Stade André-Coël, Roye |
| Mardi 30 juillet 2013 18 h 00 | [Rapport]                 |       |             | Stade André-Coël, Roye | Stade André-Coël, Roye |

## Statistiques

### Temps de jeu
| P. | Joueur                | L1 | 1  | 2  | 3  | L2  | 4  | 5  | 6  | 7  | 8  | 9  | F1 | 10 | F2  | L3 | 11 | 12 | 13 | 14 | 15 | 16 | 17 | 18 | 19 | 21 | 20 | 23 | 24 | 25 | 26 | 27 | 22 | 28 | 29 | 30 | 31 | 32 | 33 | 34 |
| -- | --------------------- | -- | -- | -- | -- | --- | -- | -- | -- | -- | -- | -- | -- | -- | --- | -- | -- | -- | -- | -- | -- | -- | -- | -- | -- | -- | -- | -- | -- | -- | -- | -- | -- | -- | -- | -- | -- | -- | -- | -- |
| G  | Clément Diop          |    |    |    |    |     |    |    |    |    |    |    | 90 |    | 120 |    |    |    |    |    |    |    |    |    |    |    |    |    |    |    |    |    |    |    |    |    |    |    |    |    |
| G  | Franck L'Hostis       | 90 | 90 | 90 | 90 | 120 | 90 | 90 | 90 | 90 | 90 | 90 |    | 90 |     | 90 | 90 | 90 | 90 | 90 | 90 | 90 | 90 | 90 | 90 | 90 | 90 | 90 | 90 | 90 | 90 | 90 | 90 | 90 | 90 | 90 | 90 | 90 | 90 | 90 |
| D  | Marvin Baudry         | 90 | 90 |    | 90 |     | 18 |    |    |    | 90 | 90 | 90 | 90 | 120 |    | 90 | 90 | 80 |    | 90 | 90 | 66 |    |    | 84 | 90 | 90 | 90 | 1  | 25 | 90 | 90 | 90 | 90 | 90 | 90 | 86 |    |    |
| D  | Gaëtan Bourbier       |    | 52 | 90 | 90 | 120 |    |    | 72 | 72 |    |    | 35 |    | 80  |    |    |    |    |    |    |    |    |    |    |    |    |    |    |    |    |    |    |    |    |    |    | 4  | 1  |    |
| D  | Oualid El Hajjam      | 90 | 90 | 90 | 90 |     | 90 | 90 | 45 | 90 |    |    | 90 |    | 120 |    |    |    |    |    |    |    |    |    |    |    | 90 | 90 | 90 | 89 | 85 |    | 38 | 90 | 90 | 90 | 90 | 1  | 90 | 90 |
| D  | Jordan Lefort         | 90 |    |    |    |     |    |    |    |    |    |    | 90 |    | 120 |    |    |    |    |    |    | 82 |    |    |    |    |    |    |    |    |    |    |    |    |    |    |    |    |    |    |
| D  | Hervé Lybohy          | 90 | 90 | 90 | 90 | 120 | 90 | 90 | 90 | 90 | 90 | 90 |    | 90 |     | 90 | 90 | 90 | 90 | 90 | 90 | 8  | 90 | 90 | 90 | 90 | 90 | 90 |    | 90 | 90 | 90 | 49 |    |    |    | 90 | 90 | 90 | 90 |
| D  | Ernest Seka           |    |    | 90 | 90 | 120 | 90 | 90 | 90 | 90 | 90 | 90 | 55 | 90 |     | 90 | 90 | 90 | 90 | 90 | 90 | 90 | 90 | 90 | 90 | 90 | 90 | 90 | 90 | 90 | 90 | 90 | 90 | 90 | 90 | 90 | 90 | 90 | 90 | 90 |
| D  | Pierre Vignaud        |    |    |    |    | 120 | 90 | 90 | 90 | 90 | 90 | 90 | 60 | 90 |     | 90 | 90 | 90 | 90 | 90 | 90 |    | 90 | 90 | 90 | 90 |    |    | 90 | 90 | 90 | 90 | 90 | 90 | 90 | 90 |    | 90 | 90 | 90 |
| M  | Romain Beynié         |    |    |    |    |     |    |    |    |    |    |    |    |    |     |    |    |    |    |    |    |    |    | 90 | 90 |    | 90 |    |    |    | 5  | 5  | 90 | 90 | 90 | 90 | 90 | 90 | 90 | 90 |
| M  | Nicolas Burel         |    | 90 | 90 | 90 | 120 | 34 |    | 90 | 90 | 90 | 90 |    | 90 | 40  | 90 | 90 | 90 | 90 | 90 |    | 90 | 90 | 90 | 77 | 90 | 90 | 90 | 90 | 90 | 90 | 90 |    |    |    |    |    |    | 74 | 80 |
| M  | Yohan Hautcœur        | 90 | 90 | 90 | 90 | 120 | 29 |    |    |    |    |    |    |    | 58  |    | 82 | 90 | 90 | 90 | 78 | 90 | 90 | 89 |    |    | 21 | 73 | 90 | 68 |    | 20 | 66 | 58 | 24 | 78 | 74 | 86 | 89 | 90 |
| M  | Mohamed Labhiri       |    |    |    |    |     |    |    |    |    |    |    |    |    |     |    | 8  |    |    |    |    |    |    |    |    |    |    |    |    |    |    |    |    |    |    |    |    |    |    |    |
| M  | Morgan Mauquit        |    |    |    |    |     |    |    |    |    |    |    |    |    |     |    |    |    |    |    |    |    |    |    |    |    |    |    |    |    |    |    |    |    |    |    |    |    | 16 | 10 |
| M  | Yven Moyo             |    |    |    |    |     |    |    |    |    |    |    |    |    |     |    |    |    |    |    |    |    |    |    |    |    |    |    |    |    |    |    |    |    |    |    |    |    |    |    |
| M  | Johann Paul           |    |    |    |    |     |    | 90 | 90 | 90 | 90 | 90 |    |    | 120 | 90 |    |    | 10 | 90 | 90 | 90 | 90 | 90 | 90 | 57 |    | 90 | 90 | 90 | 90 | 85 | 90 | 90 | 90 | 45 |    | 90 |    |    |
| M  | Jordan Pierre-Charles |    |    |    | 90 | 56  |    |    |    |    | 60 |    | 30 | 13 | 120 | 13 | 1  |    | 15 | 24 |    | 90 | 27 | 1  | 13 |    |    |    |    |    |    |    |    |    |    |    |    |    |    |    |
| M  | Oumar Pouye           | 90 | 90 | 66 | 72 | 64  | 72 | 90 | 45 |    | 75 | 78 | 90 | 87 |     | 77 | 90 | 90 | 75 | 66 | 90 | 54 | 63 |    | 7  | 31 | 76 | 83 | 76 | 90 | 89 | 90 | 52 | 32 | 90 | 90 | 90 | 90 | 90 | 90 |
| M  | Cédric Sanches        | 90 | 90 |    |    | 90  | 56 | 24 | 18 |    |    | 29 | 90 | 10 |     |    |    |    |    |    |    |    |    |    |    |    |    |    |    |    |    |    |    |    |    |    |    |    |    |    |
| M  | Mohamed Youssouf      |    | 38 | 90 |    | 120 | 90 | 90 | 90 | 90 | 90 | 90 | 90 | 90 | 75  | 90 | 89 | 90 | 90 | 90 |    | 79 | 90 | 89 | 77 | 90 | 90 | 17 | 14 | 22 | 65 | 70 | 24 | 90 | 66 | 90 | 90 |    |    | 73 |
| A  | Jean-Bryan Boukaka    | 23 |    | 24 |    |     |    | 2  |    | 18 |    |    |    |    |     |    |    |    |    | 6  | 12 | 11 |    |    |    |    |    |    |    |    |    |    |    |    |    |    |    |    |    |    |
| A  | Simon Dia             |    |    |    |    |     |    |    |    |    |    |    |    |    |     |    |    |    |    |    |    |    |    |    |    | 21 | 6  | 5  | 9  | 2  |    | 1  | 6  | 60 |    |    | 16 |    |    |    |
| A  | Dieylani Fall         | 9  |    |    |    |     |    |    |    |    |    |    |    |    |     | 14 | 58 |    |    |    | 20 |    |    | 11 | 13 | 6  |    |    |    |    |    |    |    |    |    |    |    | 4  | 1  | 17 |
| A  | Kevin Koubemba        | 67 | 65 | 21 |    | 45  | 61 | 66 | 45 | 60 |    |    | 35 | 90 | 120 | 82 | 32 |    |    |    | 90 | 90 | 90 | 90 | 90 | 59 | 14 | 7  | 18 |    |    |    |    |    | 13 | 12 | 6  |    |    |    |
| A  | Mass M'Baye           |    |    |    |    |     |    |    |    |    |    |    |    |    |     |    |    | 20 | 20 | 17 |    |    |    |    |    |    |    |    |    |    |    |    |    |    |    |    |    |    |    |    |
| A  | Moussa Marega         | 89 | 25 | 69 | 90 | 30  | 90 | 88 | 90 | 90 | 90 | 90 | 55 | 90 | 120 | 76 | 90 | 90 | 90 | 73 | 90 | 36 | 24 | 79 | 83 | 69 | 84 | 85 | 72 | 88 | 90 | 90 | 84 | 30 | 77 | 45 | 84 | 89 | 89 |    |
| A  | Romain Poyet          |    |    |    |    |     |    |    |    |    |    |    |    |    |     |    |    |    |    |    |    |    |    |    | 90 | 90 | 69 | 90 | 81 | 90 | 90 | 89 | 90 | 90 | 90 | 90 | 90 | 90 | 90 | 90 |
| A  | Stanley Segarel       | 1  |    |    |    |     |    |    |    |    |    |    |    |    |     | 8  |    |    |    |    |    |    |    |    |    |    |    |    |    |    |    |    |    |    |    |    |    |    |    |    |
| A  | Pierre Slidja         |    |    |    |    |     |    |    |    |    |    |    |    |    |     |    |    |    |    |    |    |    |    | 1  |    |    |    |    |    |    | 1  |    |    |    |    |    |    |    |    |    |
| A  | Jonathan Téhoué       | 81 | 80 | 80 | 18 | 75  | 90 | 90 | 45 | 30 | 30 | 61 |    | 67 | 62  | 90 |    | 70 | 70 | 84 | 70 |    |    |    |    |    |    |    |    |    |    |    |    |    |    |    |    |    |    |    |
| A  | Souleymane Youla      |    | 10 | 10 |    |     |    |    |    |    | 15 | 12 | 90 | 3  | 45  |    |    |    |    |    |    |    |    |    |    |    |    |    |    |    |    |    |    |    |    |    |    |    |    |    |

### Équipe-type
Basée sur les temps de jeu des joueurs à chaque poste
| \| L'Hostis Vignaud Lybohy Seka Baudry (El Hajjam) Youssouf (Pouye) Burel Pouye (Paul) Hautcœur Marega Poyet (Téhoué) \| \| Capitaine de l'équipe \| L'équipe-type de l'Amiens SC lors de la saison 2013-2014 |
| L'Hostis Vignaud Lybohy Seka Baudry (El Hajjam) Youssouf (Pouye) Burel Pouye (Paul) Hautcœur Marega Poyet (Téhoué)                                                                                            |
| Capitaine de l'équipe |